# Dolichotachina melanura
Dolichotachina melanura är en tvåvingeart som beskrevs av Yu. G. Verves 1979. Dolichotachina melanura ingår i släktet Dolichotachina och familjen köttflugor.
Artens utbredningsområde är Sri Lanka. Inga underarter finns listade i Catalogue of Life.